# Mercat d'intercanvi
El mercat d'intercanvi es basa en l'intercanvi d'objectes que estan en bon estat, però que han perdut la seva utilitat per als seus propietaris respectius. N'és un exemple el Mercat d'Intercanvi de Passanant (Passanant i Belltall, Conca de Barberà), que se celebra cada any el primer diumenge de primavera.